# Qatar Open
 Der er for få eller ingen kildehenvisninger i denne artikel, hvilket er et problem. Du kan hjælpe ved at angive troværdige kilder til de påstande, som fremføres i artiklen.

Qatar Open, i øjeblikket sponsoreret under navnet Qatar ExxonMobil Open, er en professionel tennisturnering, der spilles på udendørs hårde baner. Den er i øjeblikket en del af Association of Tennis Professionals (ATP) Tour 500-serien og finder sted hvert år i februar på Khalifa International Tennis and Squash Complex i Doha, Qatar, siden 1993. Fra 2025 blev denne turnering forfremmet til en ATP 500-begivenhed. 

## Tidligere finaler

### Singler
| År          | Vinder                    | Finalist              | Score                   |
| ----------- | ------------------------- | --------------------- | ----------------------- |
| 1993        | Boris Becker              | Goran Ivanišević      | 7–6(7–4), 4–6, 7–5      |
| 1994        | Stefan Edberg             | Paul Haarhuis         | 6–3, 6–2                |
| 1995        | Stefan Edberg (2)         | Magnus Larsson        | 7–6(7–4), 6–1           |
| 1996        | Petr Korda                | Younes El Aynaoui     | 7–6(7–5), 2–6, 7–6(7–5) |
| 1997        | Jim Courier               | Tim Henman            | 7–5, 6–7(5–7), 6–2      |
| 1998        | Petr Korda (2)            | Fabrice Santoro       | 6–0, 6–3                |
| 1999        | Rainer Schüttler          | Tim Henman            | 6–4, 5–7, 6–1           |
| 2000        | Fabrice Santoro           | Rainer Schüttler      | 3–6, 7–5, 3–0 ret.      |
| 2001        | Marcelo Ríos              | Bohdan Ulihrach       | 6–3, 2–6, 6–3           |
| 2002        | Younes El Aynaoui         | Félix Mantilla        | 4–6, 6–2, 6–2           |
| 2003        | Stefan Koubek             | Jan-Michael Gambill   | 6–4, 6–4                |
| 2004        | Nicolas Escudé            | Ivan Ljubičić         | 6–3, 7–6(7–4)           |
| 2005        | Roger Federer             | Ivan Ljubičić         | 6–3, 6–1                |
| 2006        | Roger Federer (2)         | Gaël Monfils          | 6–3, 7–6(7–5)           |
| 2007        | Ivan Ljubičić             | Andy Murray           | 6–4, 6–4                |
| 2008        | Andy Murray               | Stan Wawrinka         | 6–4, 4–6, 6–2           |
| 2009        | Andy Murray (2)           | Andy Roddick          | 6–4, 6–2                |
| 2010        | Nikolay Davydenko         | Rafael Nadal          | 0–6, 7–6(10–8), 6–4     |
| 2011        | Roger Federer (3)         | Nikolay Davydenko     | 6–3, 6–4                |
| 2012        | Jo-Wilfried Tsonga        | Gaël Monfils          | 7–5, 6–3                |
| 2013        | Richard Gasquet           | Nikolay Davydenko     | 3–6, 7–6(7–4), 6–3      |
| 2014        | Rafael Nadal              | Gaël Monfils          | 6–1, 6–7(5–7), 6–2      |
| 2015        | David Ferrer              | Tomáš Berdych         | 6–4, 7–5                |
| 2016        | Novak Djokovic            | Rafael Nadal          | 6–1, 6–2                |
| 2017        | Novak Djokovic (2)        | Andy Murray           | 6–3, 5–7, 6–4           |
| 2018        | Gaël Monfils              | Andrey Rublev         | 6–2, 6–3                |
| 2019        | Roberto Bautista Agut     | Tomáš Berdych         | 6–4, 3–6, 6–3           |
| 2020        | Andrey Rublev             | Corentin Moutet       | 6–2, 7–6(7–3)           |
| 2021        | Nikoloz Basilashvili      | Roberto Bautista Agut | 7–6(7–5), 6–2           |
| 2022        | Roberto Bautista Agut (2) | Nikoloz Basilashvili  | 6–3, 6–4                |
| 2023        | Daniil Medvedev           | Andy Murray           | 6–4, 6–4                |
| 2024        | Karen Khachanov           | Jakub Menšík          | 7–6(14–12), 6–4         |
| ↓ ATP 500 ↓ |                           |                       |                         |
| 2025        | Andrey Rublev (2)         | Jack Draper           | 7–5, 5–7, 6–1           |

### Doubles
| År          | Vinder                                 | Finalist                                   | Score                 |  |
| ----------- | -------------------------------------- | ------------------------------------------ | --------------------- |  |
| 1993        | Boris Becker Patrik Kühnen             | Shelby Cannon Scott Melville               | 6–2, 6–4              |  |
| 1994        | Olivier Delaître Stéphane Simian       | Shelby Cannon Byron Talbot                 | 6–3, 6–3              |  |
| 1995        | Stefan Edberg Magnus Larsson           | Andrei Olhovskiy Jan Siemerink             | 7–6, 6–2              |  |
| 1996        | Mark Knowles Daniel Nestor             | Jacco Eltingh Paul Haarhuis                | 7–6, 6–3              |  |
| 1997        | Jacco Eltingh Paul Haarhuis            | Patrik Fredriksson Magnus Norman           | 6–3, 6–2              |  |
| 1998        | Mahesh Bhupathi Leander Paes           | Olivier Delaître Fabrice Santoro           | 6–4, 3–6, 6–4         |  |
| 1999        | Alex O'Brien Jared Palmer              | Piet Norval Kevin Ullyett                  | 6–3, 6–4              |  |
| 2000        | Mark Knowles (2) Max Mirnyi            | Alex O'Brien Jared Palmer                  | 6–3, 6–4              |  |
| 2001        | Mark Knowles (3) Daniel Nestor (2)     | Juan Balcells Andrei Olhovskiy             | 6–3, 6–1              |  |
| 2002        | Donald Johnson Jared Palmer (2)        | Jiří Novák David Rikl                      | 6–3, 7–6(7–5)         |  |
| 2003        | Martin Damm Cyril Suk                  | Mark Knowles Daniel Nestor                 | 6–4, 7–6(10–8)        |  |
| 2004        | Martin Damm (2) Cyril Suk (2)          | Stefan Koubek Andy Roddick                 | 6–2, 6–4              |  |
| 2005        | Albert Costa Rafael Nadal              | Andrei Pavel Mikhail Youzhny               | 6–3, 4–6, 6–3         |  |
| 2006        | Jonas Björkman Max Mirnyi (2)          | Christophe Rochus Olivier Rochus           | 2–6, 6–3, [10–8]      |  |
| 2007        | Nenad Zimonjić Mikhail Youzhny         | Martin Damm Leander Paes                   | 6–1, 7–6(7–3)         |  |
| 2008        | Philipp Kohlschreiber David Škoch      | Jeff Coetzee Wesley Moodie                 | 6–4, 4–6, [11–9]      |  |
| 2009        | Marc López Rafael Nadal (2)            | Daniel Nestor Nenad Zimonjić               | 4–6, 6–4, [10–8]      |  |
| 2010        | Guillermo García López Albert Montañés | František Čermák Michal Mertiňák           | 6–4, 7–5              |  |
| 2011        | Marc López (2) Rafael Nadal (3)        | Daniele Bracciali Andreas Seppi            | 6–3, 7–6(7–4)         |  |
| 2012        | Filip Polášek Lukáš Rosol              | Christopher Kas Philipp Kohlschreiber      | 6–3, 6–4              |  |
| 2013        | Christopher Kas Philipp Kohlschreiber  | Julian Knowle Filip Polášek                | 7–5, 6–4              |  |
| 2014        | Tomáš Berdych Jan Hájek                | Alexander Peya Bruno Soares                | 6–2, 6–4              |  |
| 2015        | Juan Mónaco Rafael Nadal (4)           | Julian Knowle Philipp Oswald               | 6–3, 6–4              |  |
| 2016        | Feliciano López Marc López (3)         | Philipp Petzschner Alexander Peya          | 6–4, 6–3              |  |
| 2017        | Jérémy Chardy Fabrice Martin           | Vasek Pospisil Radek Štěpánek              | 6–4, 7–6(7–3)         |  |
| 2018        | Oliver Marach Mate Pavić               | Jamie Murray Bruno Soares                  | 6–2, 7–6(8–6)         |  |
| 2019        | David Goffin Pierre-Hugues Herbert     | Robin Haase Matwé Middelkoop               | 5–7, 6–4, [10–4]      |  |
| 2020        | Rohan Bopanna Wesley Koolhof           | Luke Bambridge Santiago González           | 3–6, 6–2, [10–6]      |  |
| 2021        | Aslan Karatsev Andrey Rublev           | Marcus Daniell Philipp Oswald              | 7–5, 6–4              |  |
| 2022        | Wesley Koolhof (2) Neal Skupski        | Rohan Bopanna Denis Shapovalov             | 7–6(7–4), 6–1         |  |
| 2023        | Rohan Bopanna (2) Matthew Ebden        | Constant Lestienne Botic van de Zandschulp | 6–7(5–7), 6–4, [10–6] |  |
| 2024        | Jamie Murray Michael Venus             | Lorenzo Musetti Lorenzo Sonego             | 7–6(7–0), 2–6, [10–8] |  |
| ↓ ATP 500 ↓ |                                        |                                            |                       |  |
| 2025        | Julian Cash Lloyd Glasspool            | Joe Salisbury Neal Skupski                 | 6–3, 6–2              |  |

## Rekorder
- Flest singletitler: 3
  -  Roger Federer (2005, 2006, 2011)
- Flest singletitler i træk: 2
  -  Stefan Edberg (1994-1995)
  -  Roger Federer (2005-2006)
  -  Andy Murray (2008-2009)
  -  Novak Djokovic (2016-2017)
- Flest singlefinaler: 5
  -  Andy Murray (2007, 2008, 2009, 2017, 2023)
- Flest singlefinaler i træk: 3
  -  Andy Murray (2007-2009)
- Flest doubletitler: 4
  -  Rafael Nadal (2005, 2009, 2011, 2015)
- Flest dobbelttitler i træk: 2
  -  Mark Knowles (2000, 2001)
  -  Martin Damm (2003, 2004)
  -  Cyril Suk (2003, 2004)
- Flest doublefinaler: 4
  -  Mark Knowles (1996, 2000, 2001, 2003)
  -  Daniel Nestor (1996, 2001, 2003, 2009)
  -  Rafael Nadal (2005, 2009, 2011, 2015)